# Marktplatz (Ober-Ingelheim)

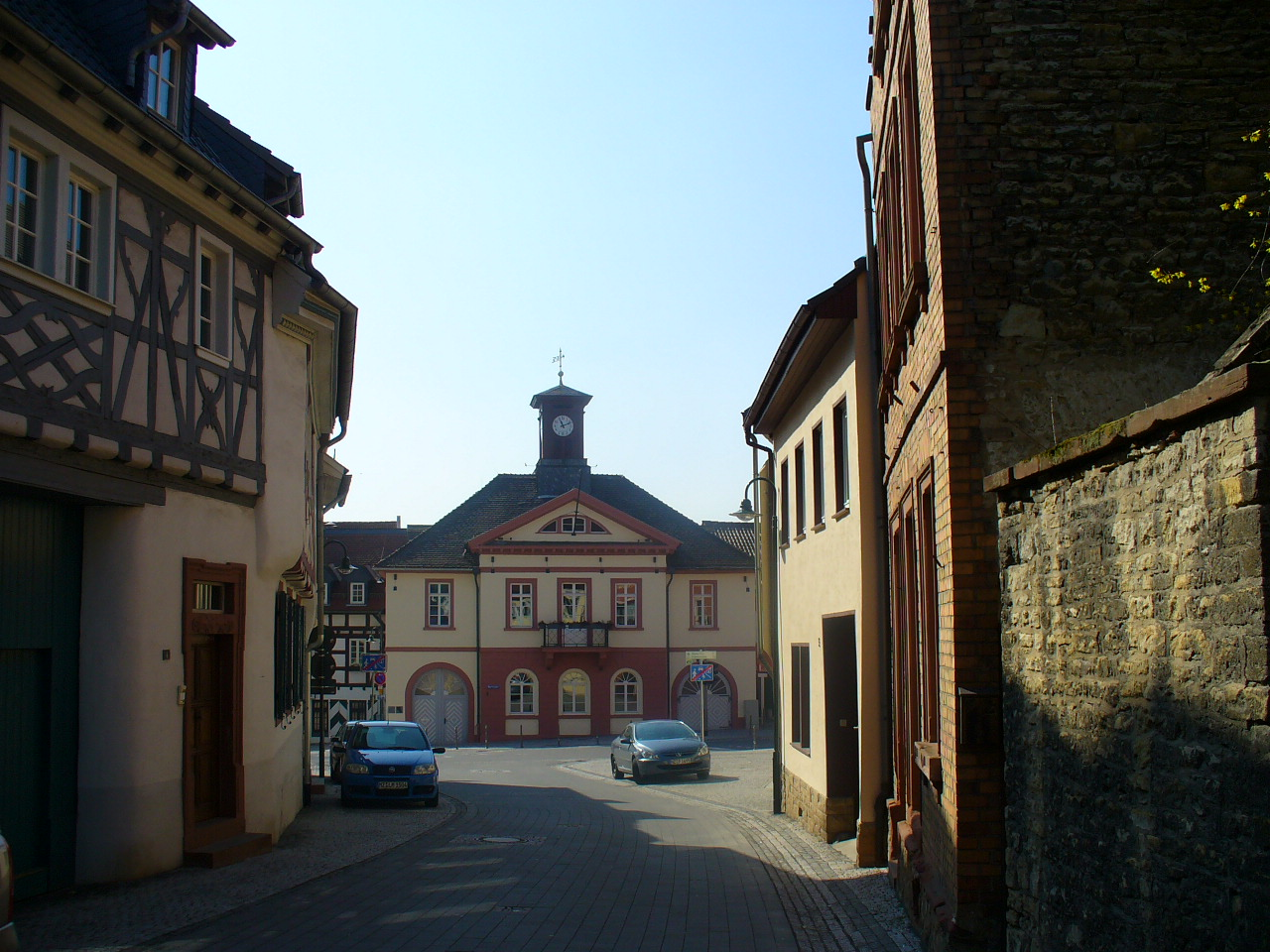
Marktplatz mit Altem Rathaus

Der Ober-Ingelheimer Marktplatz ist der Siedlungskern dieses Stadtteils in Ingelheim am Rhein.

## Geographie

### Lage und Umgebung
Der Platz befindet sich in der historischen Mitte Ober-Ingelheims. Unweit östlich des Platzes befindet sich die Burgkirche sowie südlich die Kirche St. Michael.

### Verkehr
Auf dem Platz kreuzen sich die alte Durchgangsachse Rinderbachstraße-Stiegelgasse sowie die neue (seit 1876) Bahnhofstraße-Neuweg, die nach Süden nach Großwinternheim führt und nach Norden in das Zentrum Ingelheims (Nieder-Ingelheim) zum Bahnhof Ingelheim. Über eine trichterförmige Einmündung östlich des Platzes gelangt man zur Burgkirche mit dem Rotweinfestplatz. Seit den 1990er Jahren verfügt der Platz über eine Ampelanlage.

## Geschichte

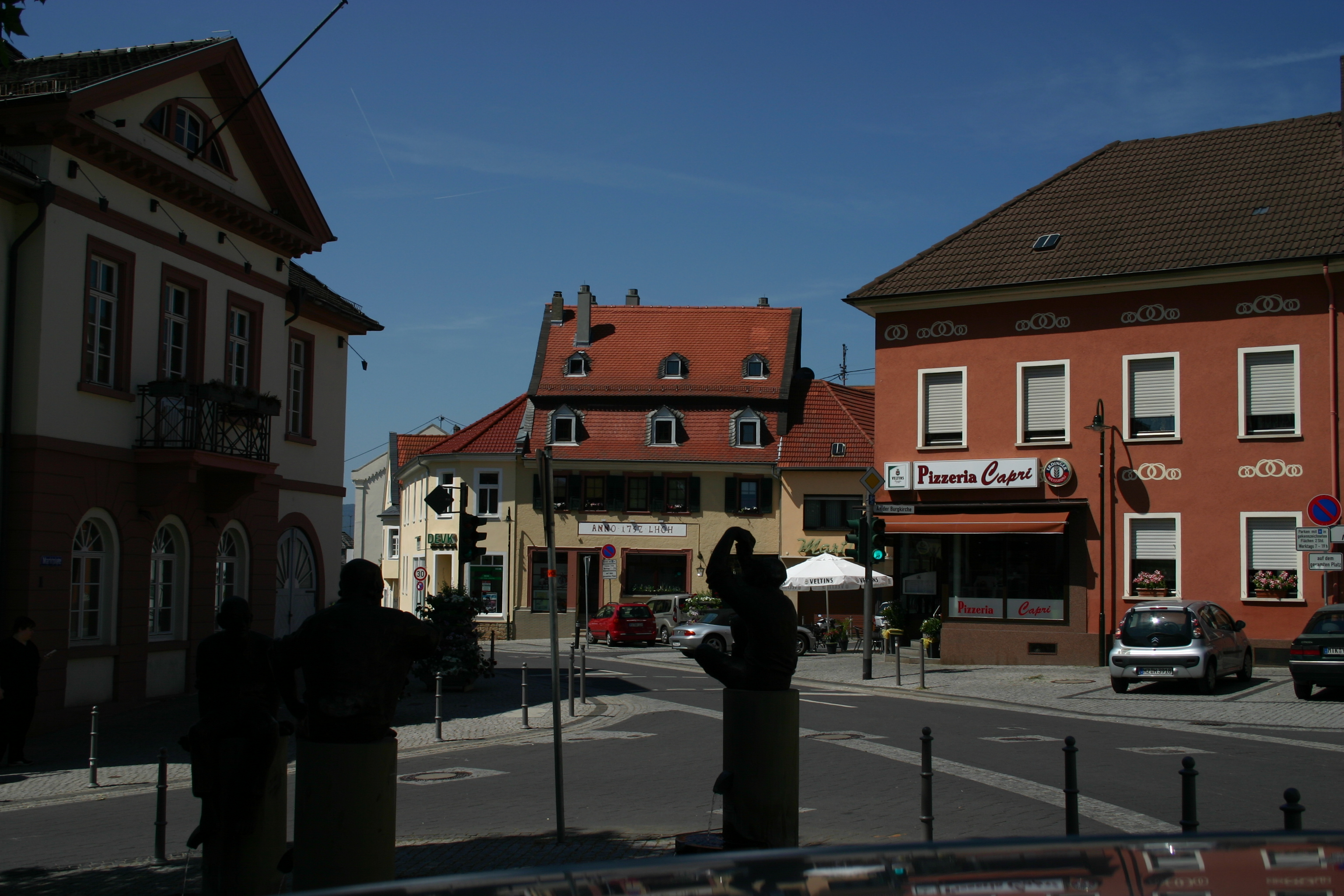
Rathaus mit Brunnen und im Hintergrund die nördliche Bebauung des Platzes

Der Platz war schon sehr früh der Mittelpunkt der Siedlung was die dichte historische Bebauung hier heute noch zeigt. Im Jahr 1213 wurden erstmals Anwohner erwähnt. Erste bekannte Anlieger waren die bolandische Mühle um 1250, Drechers Hof um 1410, ein Hof namens „Zum Baum“ und der Gasthof "Zum Löwen" der 1875 niedergelegt, und an dessen Stelle von Louis Weitzel eine Weinwirtschaft errichtet wurde. Das erste Rathaus wurde 1608 errichtet, das von einem in klassizistischem Stil errichten Bau 1827 ersetzt wurde. 1529 erhielt der Platz einen Brunnen das sogenannte „Löwche“. (Wegen einer Löwenfigur die auf der Brunnensäule saß und mit seinen Pranken das kurpfälzische, sowie das Stadtwappen von Ober-Ingelheim hielt). Allerdings musste der Brunnen 1901 einem Kriegerdenkmal für den Deutsch-Französischen Krieg 1870–71 weichen. Gegen Ende des 18. Jahrhunderts wurden hier Wochenmärkte und drei Jahrmärkte veranstaltet, ein Fruchtmarkt fand auch statt.
Wegen steigendem Verkehrsaufkommen wurde auch dieses Denkmal im Jahre 1970 entfernt und gegenüber der Burgkirche wieder errichtet. Im Laufe der letzten Jahrhunderte ging auch vieles der ursprünglichen Bebauung verloren.

## Platzgestaltung
Seit 2007 wieder bepflastert mit Natursteinpflaster im Gehwegbereich und im Verkehrsbereich mit Betonsteinpflastern sowie seit 2009 wieder mit einem Brunnen Ecke Stiegelgasse/Neuweg. Dazu Altstadtstraßenbeleuchtung und Metallpolder zur Fahrbahnabgrenzung.

## Platzbebauung

### Nördlich
Ein ehemaliges spätbarockes Geschäftshaus aus dem 18. Jahrhundert ist eingerahmt von zwei weiteren Geschäfts und Wohnhäusern. Heute befindet sich in der Mitte die Pizzeria Capri, in der äußeren Ecke der  Rinderbachstraße die Fleischerei Martin und im Gebäude an der Ecke Bahnhofstraße eine Versicherung.

### Ostseite

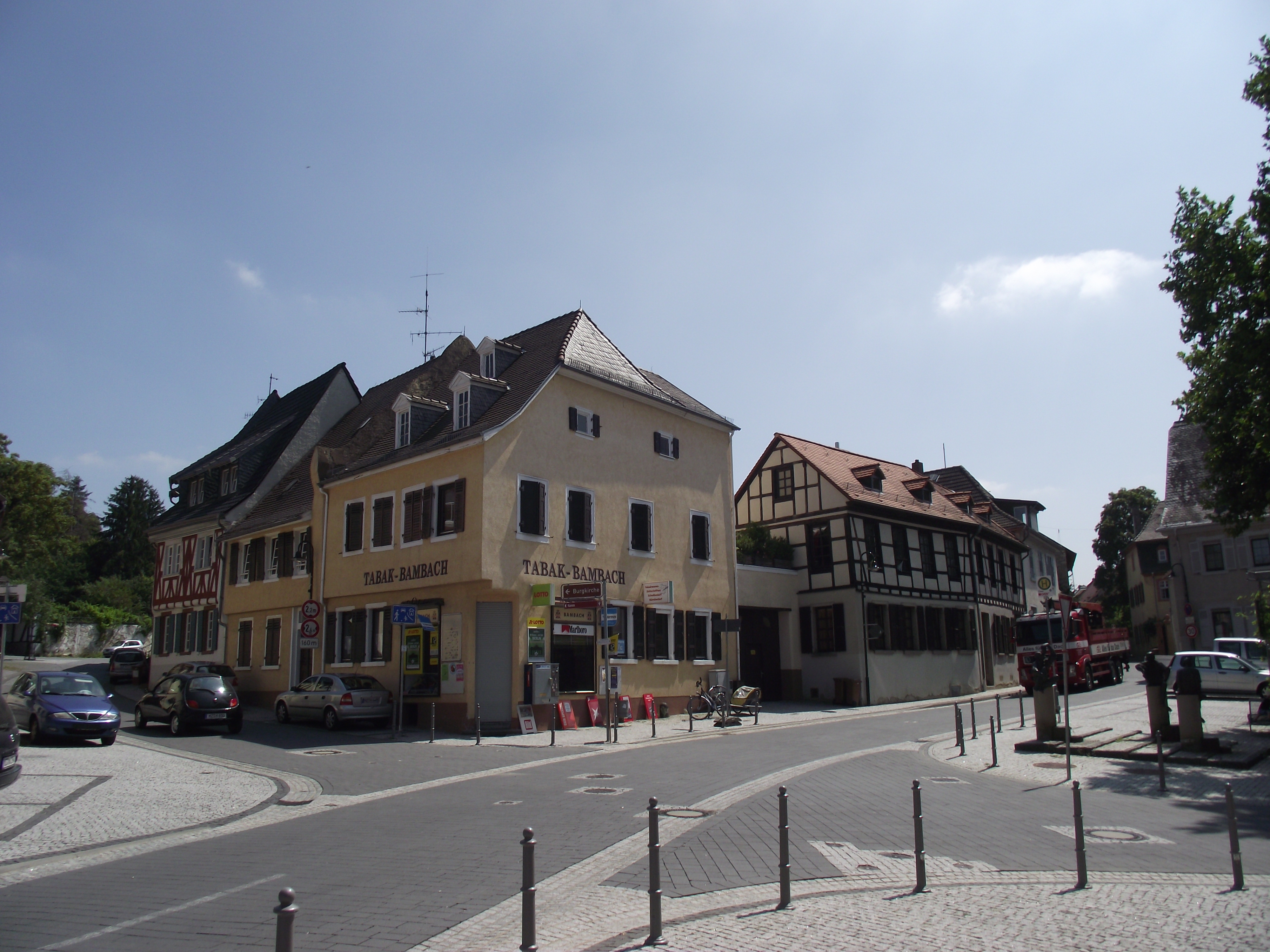
Östliche Bebauung des Platzes

An dieser Platzwand steht vorwiegend ein Neubau (Anfang bis Mitte 20. Jahrhundert), von der Rinderbachstraße kommend ein ehemaliges Indisches Restaurant, heute Café Henry’s, gefolgt von einem weiteren Neubau und ein Geschäftshaus mit Bäckerei, das an ein barockes Wohnhaus aus dem Jahre 1755 angebaut wurde. An der Ecke ‚An der Burgkirche/Neuweg‘ wurde eine zweiteilige Baugruppe aus dem 16.–19. Jahrhundert mit spätgotischem Schildgiebel in der Mitte und im Westen durch Krüppelwalmdach und nachträglichem Zwerchhaus hofseitig angelegt. Heute dient es als Wohn- und Geschäftshaus mit Tabak- und Zeitschriftenladen Bambach.

### Südseite
Ecke Stiegelgasse/Neuweg steht ein spätbarockes Wohnhaus aus dem 19. Jahrhundert, heute im Erdgeschoss ein ehemaliger Drogeriemarkt, angebaut an eine barocke Hofanlage aus dem 18. Jahrhundert, ehemals Pfälzer Hof, heute ein Wohnhaus.

### Westseite
Das Alte Rathaus aus dem Jahr 1827 im klassizistischen Stil erbaut, war bis 1909 Sitz des Friedensgerichts und bis 1939 Sitz der Ortsverwaltung von Ober-Ingelheim, heute ein Kindergarten. Es verfügt  über einen auf einem Walmdach sitzenden Glockendachreiter mit Uhr und Wetterfahne. Der Mittelrisalit wird von einem Dreiecksgiebel gekrönt und hat einen Balkon im ersten Geschoss. Das Erdgeschoss ist mit Rundbogenfenstern ausgestattet.